# Saison 2007 de l'équipe cycliste Saunier Duval-Prodir
L'Équipe cycliste Saunier Duval-Prodir participait en 2007 au ProTour.

## Effectif
| Cycliste                       | Date de naissance | Nationalité | Équipe 2006           |
| ------------------------------ | ----------------- | ----------- | --------------------- |
| Raúl Alarcón                   | 25.03.1986        | Espagne     | Néoprofessionnel      |
| Raivis Belohvoščiks            | 14.11.1981        | Lettonie    | Universal Caffé       |
| José Alberto Benítez           | 14.11.1981        | Espagne     |                       |
| Rubens Bertogliati             | 09.05.1979        | Suisse      |                       |
| Iker Camaño                    | 09.05.1979        | Espagne     | Euskaltel-Euskadi     |
| David Cañada                   | 11.03.1975        | Espagne     |                       |
| Juan José Cobo                 | 11.02.1981        | Espagne     |                       |
| David de la Fuente             | 04.05.1981        | Espagne     |                       |
| Jesús del Nero                 | 16.03.1982        | Espagne     | 3 Molinos Resort      |
| Arkaitz Durán                  | 18.05.1985        | Espagne     |                       |
| Alberto Fernández de la Puebla | 17.09.1984        | Espagne     |                       |
| Koldo Gil                      | 16.01.1978        | Espagne     |                       |
| Ángel Gómez                    | 13.05.1981        | Espagne     |                       |
| José Ángel Gómez Marchante     | 30.05.1980        | Espagne     |                       |
| Rubén Lobato                   | 01.09.1978        | Espagne     |                       |
| Iban Mayo                      | 19.08.1977        | Espagne     | Euskaltel-Euskadi     |
| Piotr Mazur                    | 02.12.1982        | Pologne     |                       |
| Javier Mejías                  | 30.09.1983        | Espagne     |                       |
| David Millar                   | 04.01.1977        | Royaume-Uni |                       |
| Manuele Mori                   | 09.08.1980        | Italie      |                       |
| Luciano Pagliarini             | 18.04.1978        | Brésil      |                       |
| Leonardo Piepoli               | 29.09.1971        | Italie      |                       |
| Riccardo Riccò                 | 01.09.1983        | Italie      |                       |
| Christophe Rinero              | 29.12.1973        | France      |                       |
| Gilberto Simoni                | 25.08.1971        | Italie      |                       |
| Guido Trentin                  | 24.11.1975        | Italie      |                       |
| Francisco Ventoso              | 06.05.1982        | Espagne     |                       |
| Remmert Wielinga               | 27.04.1978        | Pays-Bas    | Quick Step-Innergetic |
| Carlos Zárate                  | 01.07.1980        | Espagne     |                       |

## Victoires
Victoires sur le ProTour
| Date       | Course                                    | Pays               | Classe | Vainqueur          |
| ---------- | ----------------------------------------- | ------------------ | ------ | ------------------ |
| 11/03/2007 | Prologue de Paris-Nice                    | France             | PT     | David Millar       |
| 16/03/2007 | 3e étape de Tirreno-Adriatico             | Italie             | PT     | Riccardo Riccò     |
| 17/03/2007 | 4e étape de Tirreno-Adriatico             | Italie             | PT     | Riccardo Riccò     |
| 09/04/2007 | 1re étape du Tour du Pays basque          | Espagne            | PT     | Juan José Cobo     |
| 13/04/2007 | 5e étape du Tour du Pays basque           | Espagne            | PT     | Juan José Cobo     |
| 14/04/2007 | Classement général du Tour du Pays basque | Espagne            | PT     | Juan José Cobo     |
| 22/05/2007 | 10e étape du Tour d'Italie                | Italie             | PT     | Leonardo Piepoli   |
| 27/05/2007 | 15e étape du Tour d'Italie                | Italie             | PT     | Riccardo Riccò     |
| 30/05/2007 | 17e étape du Tour d'Italie                | Italie             | PT     | Gilberto Simoni    |
| 01/06/2007 | 19e étape du Tour d'Italie                | Italie             | PT     | Iban Mayo          |
| 27/08/2007 | 5e étape du Tour du Benelux               | Belgique/ Pays-Bas | PT     | Luciano Pagliarini |
| 09/09/2007 | 9e étape du Tour d'Espagne                | Espagne            | PT     | Leonardo Piepoli   |

Victoires sur les Circuits Continentaux
| Date       | Course                                                 | Pays       | Classe | Vainqueur                      |
| ---------- | ------------------------------------------------------ | ---------- | ------ | ------------------------------ |
| 27/03/2007 | 2e étape du Tour de Castille-et-León                   | Espagne    |        | Francisco Ventoso              |
| 28/03/2007 | 3e étape du Tour de Castille-et-León                   | Espagne    |        | Francisco Ventoso              |
| 30/03/2007 | 5e étape du Tour de Castille-et-León                   | Espagne    |        | Francisco Ventoso              |
| 31/03/2007 | 5e étape de la Semaine internationale Coppi et Bartali | Italie     |        | Riccardo Riccò                 |
| 01/05/2007 | Subida al Naranco                                      | Espagne    |        | Koldo Gil                      |
| 05/05/2007 | 3e étape du Tour des Asturies                          | Espagne    |        | Alberto Fernández de la Puebla |
| 07/05/2007 | Classement général du Tour des Asturies                | Espagne    |        | Koldo Gil                      |
| 03/06/2007 | GP Llodio                                              | Espagne    |        | David de la Fuente             |
| 08/06/2007 | 1re étape de la Bicyclette basque                      | Espagne    |        | Alberto Fernández de la Puebla |
| 05/08/2007 | Subida a Urkiola                                       | Espagne    |        | José Ángel Gómez Marchante     |
| 14/09/2007 | 4e étape du Tour du Missouri                           | États-Unis |        | Luciano Pagliarini             |

Championnats nationaux
| Date       | Course                                      | Pays     | Classe | Vainqueur           |
| ---------- | ------------------------------------------- | -------- | ------ | ------------------- |
| 20/06/2007 | Championnat de Lettonie du contre-la-montre | Lettonie | CN     | Raivis Belohvoščiks |

## Classements UCI ProTour

### Individuel
| Rang | Coureur                    | Points |
| ---- | -------------------------- | ------ |
| 16   | Riccardo Riccò             | 111    |
| 36   | Juan José Cobo             | 64     |
| 38   | Gilberto Simoni            | 62     |
| 50   | David Millar               | 43     |
| 58   | Leonardo Piepoli           | 41     |
| 84   | Francisco Ventoso          | 22     |
| 87   | Iban Mayo                  | 19     |
| 169  | José Ángel Gómez Marchante | 4      |
| 178  | Manuele Mori               | 3      |
| 181  | Koldo Gil                  | 3      |
| 186  | Luciano Pagliarini         | 3      |
| 189  | David de la Fuente         | 3      |
| 231  | Iker Camaño                | 1      |

### Équipe
L'équipe Saunier Duval - Prodir a terminé à la 6e place avec 306 points.